# 大分県道616号塚原天間線
大分県道616号塚原天間線（おおいたけんどう616ごう つかはらあまません）は、大分県由布市から別府市に至る一般県道である。

## 概要
由布市から別府市を結ぶ。
途中に大分自動車道 由布岳SICがある

### 路線データ
- 起点：大分県由布市湯布院町塚原（大分県道617号鳥越湯布院線交点）
- 終点：大分県別府市内竈（国道500号交点）

## 地理

### 通過する自治体
- 由布市
- 別府市

### 交差する道路
| 交差する道路              | 市町村名 | 交差する場所 | 交差する場所  |
| ------------------------- | -------- | ------------ | ------------- |
| 大分県道617号鳥越湯布院線 | 由布市   | 湯布院町塚原 | 起点          |
| E34 大分自動車道          | 由布市   | 湯布院町塚原 | 9-1 由布岳SIC |
| 国道500号                 | 別府市   | 内竈         | 終点          |

### 沿線
- 九州自然動物公園アフリカンサファリ